# Cercopithecus dryas
El mono Dryas (Cercopithecus dryas), también conocido como ntolu, es una especie poco conocida de primate catarrino de la familia Cercopithecidae encontrada solamente en el banco izquierdo del Río Congo. Ahora se sabe que los animales anteriormente conocidos como Cercopithecus salongo eran de hecho monos Dryas. Antiguas fuentes dicen que el mono Dryas es una subespecie del cercopiteco diana, y lo clasificaban como Cercopithecus diana dryas, pero el mono Dryas está geográficamente asilado de cualquier población conocida de cercopiteco diana.
Se cree que su hábitat preferido son los bosques secundarios o en la copa de los bosques vírgenes. Los monos Dryas se alimentan en general de vegetales, primariamente frutas, flores y hojas jóvenes, aunque a veces comen algunos invertebrados.
El tamaño de su cuerpo fluctúa entre los 40 y 55 cm., con una cola de unos 50-75 cm adicionales. Los adultos pesan entre 4 y 7 kilogramos, con un dimorfismo sexual marcado. Sus marcas son parecidas a las de un mono diana, excepto que su espalda baja y sus muslos son de un todo entre gris y verde.
Se forman en grupos de más de 30 individuos, cada uno con solamente un macho. Su período de gestación es de 5 meses y del cual normalmente nace sólo una cría. La madurez sexual es alcanzada a los 3 años. En cautiverio han alcanzado los 19 años.